# Răscoala lui Spartacus
Răscoala lui Spartacus (73 - 71 î.Hr.), numită și A Treia Răscoală a Sclavilor sau Războiul Gladiatorilor, a fost ultima dintr-o serie de revolte fără succes ale sclavilor din Republica Romană, numite la modul general Răscoalele sclavilor din Roma antică.
A treia răscoală a sclavilor a fost singura care a amenințat în mod direct Italia, vatra Republicii Romane, și a înspăimântat poporul roman datorită numeroaselor succese pe care grupul de sclavi rebeli, al cărui număr a crescut cu rapiditate, le-a obținut împotriva armatei romane, între 73 și 71 Î.Hr. Până la urmă, rebeliunea a fost zdrobită prin concentrarea masivă de trupe de către comandantul unic Marcus Licinius Crassus, deși revolta sclavilor a continuat să producă efecte indirecte asupra politicilor romane și în anii care au urmat.
Între anii 73 și 71 Î.Hr., un grup de sclavi fugari, inițial în jur de 78 de gladiatori, în special traci, gali și germanici, al căror număr a depășit ulterior 120.000 de bărbați, femei și copii, a mărșăluit și luptat de-a lungul Italiei cu relativă impunitate, sub îndrumarea câtorva comandanți, incluzându-l pe faimosul general-gladiator Spartacus. Adulții apți de luptă ai acestui grup de sclavi au constituit o forță armată surprinzător de eficientă care a demonstrat în mod repetat că poate ține piept mașinii de război romane, fie că a fost vorba de patrule locale din Campania, de miliția romană sau de foarte bine pregătitele Legiuni romane sub comanda unor consuli. Plutarh a descris acțiunile sclavilor drept o încercare de a scăpa de stăpânii lor și de a se refugia în Galia Cisalpină, în timp ce Appian și Florus au înfățișat revolta drept un război civil în care sclavii au pus la cale o campanie militară cu scopul de a captura însuși orașul Roma.

## Legături externe
- Spartacus – omul din spatele legendei, descopera.ro